# Ted Bessell
Howard Weston Bessell  Jr.,, detto Ted (New York, 20 marzo 1935 – Los Angeles, 6 ottobre 1996), è stato un attore e regista televisivo statunitense.

## Filmografia parziale

### Attore

#### Cinema
- Amore, ritorna! (Lover Come Back), regia di Delbert Mann (1961) - non accreditato
- Capitan Newman (Captain Newman, M.D.), regia di David Miller (1963) - non accreditato
- McHale's Navy Joins the Air Force, regia di Edward Montagne (1965)
- Billie, regia di Don Weis (1965)
- Come ti dirotto il jet (Don't Drink the Water), regia di Howard Morris (1969)

#### Televisione
- It's a Man's World (1962-1963)
- The Lieutenant – serie TV, episodio 1x12 (1963)
- La grande avventura (The Great Adventure) – serie TV, episodio 1x15 (1964)
- The Tycoon (1964)
- The Greatest Show on Earth – serie TV, episodio 1x30 (1964)
- The Bill Dana Show (1963; 1965)
- Karen (1965)
- Gomer Pyle: USMC (1965-1966)
- Quella strana ragazza (1965-1971)
- Io e la scimmia (1972)
- L'ombra di Jennifer (1973) - film TV
- Mary Tyler Moore Show (1975)
- Good Time Harry (1980)
- C'è posto per tutti (1981) - film TV
- Hail to the Chief (1985)

### Regista

#### Televisione
- Quella strana ragazza (1969-1970) - 2 episodi
- The Tracey Ullman Show (1987-1990) - 52 episodi
- Sibs (1991-1992) - 20 episodi
- A League of Their Own (1993) - 2 episodi
- Good Advice (1994) - 4 episodi